# North American X-15
 (avril 2019).
Pour les articles homonymes, voir X15.
Le North American X-15 est un avion-fusée hypersonique expérimental de vol suborbital américain, construit dans le cadre d'un programme de recherche sur les vols à très haute vitesse et très haute altitude. De 1960 à 1968, les trois exemplaires construits ont effectué environ 200 vols d'essais pour le compte de la NASA et de l'US Air Force, pulvérisant tous les records de vitesse et d'altitude détenus par un aéronef piloté à aile fixe.
Le X-15 a établi des records définitifs de 7 272,68 km/h (mach 6.7) pour la vitesse (le 3 octobre 1967) et de 107,96 km pour l'altitude (le 23 août 1963). Il a permis aux Américains de récolter de très nombreuses données sur le comportement des flux d'air, le frottement aérodynamique, le contrôle et la stabilité d'un aéronef à grande vitesse et hors de l'atmosphère, ainsi que sur les techniques de rentrée dans l'atmosphère.

## Conception

### Le X-15
En février 1954, le National Advisory Committee for Aeronautics (NACA, ancêtre de la NASA) établit le besoin d'un nouvel avion expérimental pour explorer les vols à très haute vitesse et très haute altitude. Une équipe de chercheurs est chargée de trouver des solutions aux nombreux problèmes posés (échauffement cinétique, contrôle de l'appareil dans une atmosphère raréfiée, configuration aérodynamique optimale, etc.) et rend un rapport au mois d'avril 1954, indiquant qu'il n'y a pas d'obstacle majeur au vu des techniques de l'époque.
Le lancement du projet est validé en octobre 1954, avec un financement de 95 % par l'US Air Force et 5 % par l'US Navy, et un appel d'offres est lancé dans la foulée. La proposition de North American est retenue et une commande pour la construction de trois exemplaires signée en décembre 1955. En février 1956, le développement du moteur-fusée est confié à Reaction Motors, qui propose un propulseur dérivé de celui des fusées Viking.
Une maquette est présentée par North American en décembre 1956. La construction des avions commence mi-1957 et le premier X-15 sort d'usine le 15 octobre 1958. Le moteur XLR99 est cependant très en retard, puisque le premier n'est livré qu'en avril 1959 et qu'il faut encore attendre presque un an de plus pour qu'il soit enfin qualifié. Pendant ce temps, deux Boeing B-52 Stratofortress sont modifiés pour pouvoir emporter le X-15 en altitude (NB-52A et NB-52B). Les futurs pilotes sont sélectionnés et un simulateur construit pour les entraîner.
Les premiers vols d'essais se déroulent de la façon suivante :
- 10 mars 1959, premier vol « captif » du X-15 no 1, qui reste accroché sous l'aile du B-52 d'emport ;
- 8 juin 1959, premier vol sans utilisation des moteurs du X-15 no 1 ;
- 17 septembre 1959, premier vol du X-15 no 2 propulsé par deux moteurs XLR11 provisoires ;
- 15 novembre 1960, premier vol du X-15 no 2 propulsé par le moteur XLR99 définitif.

Ces premiers essais sont parsemés de nombreux problèmes techniques entraînant soit le report des vols prévus, soit l'interruption d'un vol en cours. Les essais continuent malgré tout et, fin 1960, le X-15 a dépassé Mach 3 et 30 000 m d'altitude. L'avion est alors transféré à la NASA pour les vols de recherche.

### Le X-15A-2
Après l'accident de novembre 1962 (voir ci-dessous), il est décidé de reconstruire le X-15 no 2 en le modifiant d'une part pour le rendre capable d'atteindre une vitesse de Mach 8 et, d'autre part, pour qu'il puisse servir de banc d'essai volant pour un statoréacteur. L'avion reçoit alors la désignation de X-15A-2.
La vitesse accrue doit être obtenue en augmentant la durée de fonctionnement du moteur-fusée, ce qui nécessite simplement a priori d'augmenter la capacité en carburant/comburant. Pour cela, le fuselage est allongé et deux réservoirs supplémentaires externes installés (un de chaque côté du fuselage) : ces réservoirs sont vidés en premier puis largués en vol et récupérés.
Pour que le X-15 supporte les températures plus élevées que prévu, il est décidé de le revêtir d'une couche d'isolant supplémentaire qui se désagrège au fur et à mesure en vol. De son côté, la dérive ventrale est modifiée pour pouvoir recevoir un statoréacteur de 91 cm de diamètre. Comme il n'est alors plus question d'éjecter en vol la partie inférieure, la garde au sol doit être augmentée.
Enfin, de nouveaux compartiments sont installés pour embarquer les équipements de mesure. Le X-15A-2 pèse finalement 10 tonnes de plus que le X-15, ce qui impose également de renforcer sérieusement le train d'atterrissage.

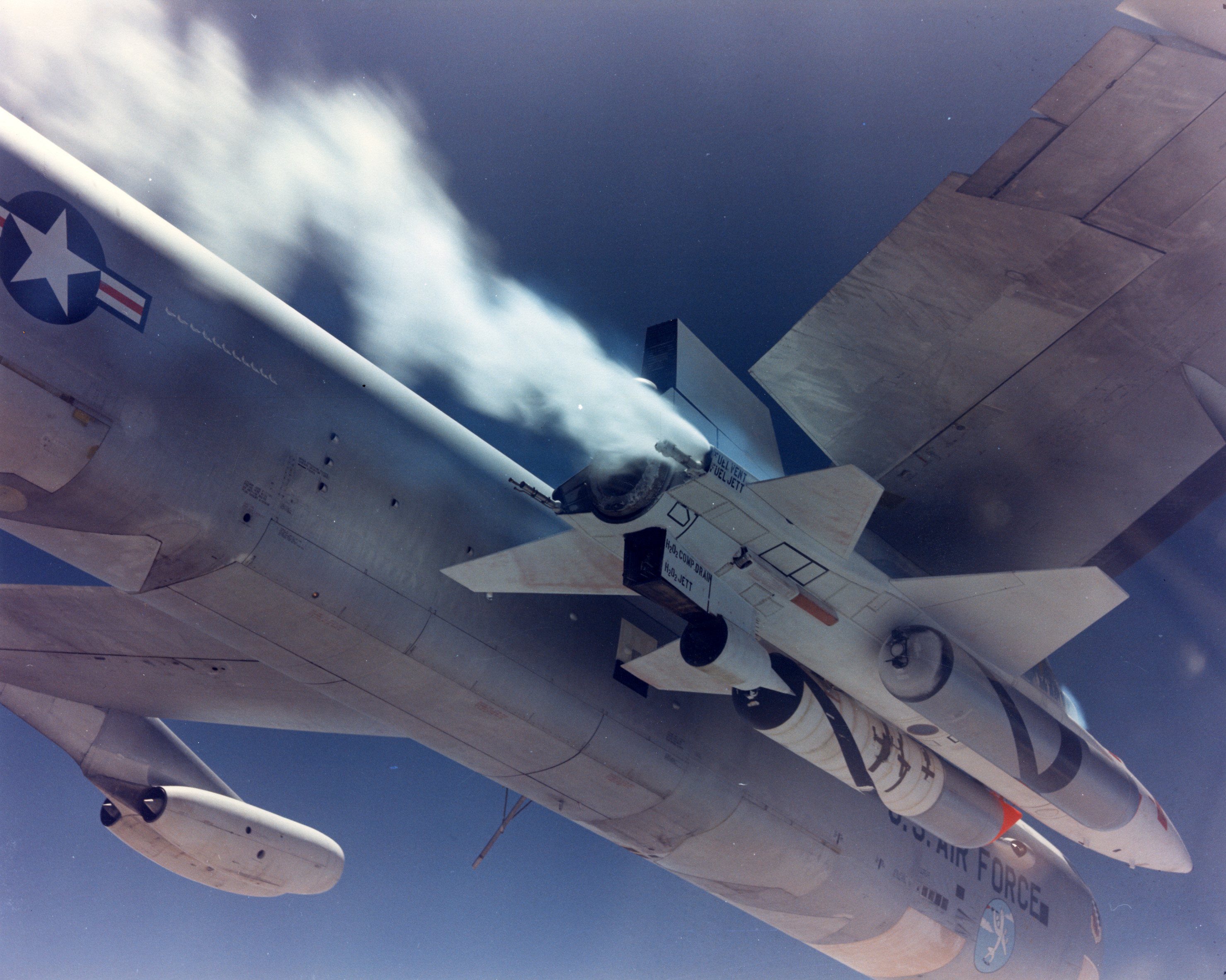
Le X-15A-2 avec sa couche d'isolant et ses réservoirs externes, sous l'aile du B-52 d'emport, NB-52 (52-0008).

Le nouvel avion subit alors un cycle d'essais :
- 15 juin 1964, premier vol « captif » accroché sous l'aile du B-52 d'emport ;
- 25 juin 1964, premier vol réel sans les réservoirs ni le statoréacteur ;
- 17 février 1965, premier vol avec les nouveaux équipements de mesure ;
- 3 novembre 1965, premier vol avec les réservoirs externes vides ;
- 1er juillet 1966, premier vol avec les réservoirs externes remplis ;
- 21 août 1967, premier vol avec la couche d'isolant supplémentaire.

Les premiers vols sont marqués par plusieurs incidents dus au train d'atterrissage, qui a tendance à se déployer en plein vol.
C'est le X-15A-2 qui établit le record de vitesse en atteignant 7 272,68 km/h le 3 octobre 1967. Cependant, lors de ce vol, la température en surface dépasse les 1 300 °C prévus et provoque des dégâts importants sur une partie de la cellule. Bien que North American remette l'avion en état, il ne reprend finalement jamais l'air.

## Vols de recherche
Les vols de recherche menés par la NASA consistent d'abord à augmenter progressivement la vitesse et l'altitude :
- premier vol à plus de Mach 4 le 7 mars 1961 ;
- premier vol à plus de Mach 5 le 23 juin 1961 ;
- premier vol au-dessus de 60 960 mètres le 11 octobre 1961 ;
- premier vol à plus de Mach 6 le 9 novembre 1961 ;
- premier vol au-dessus de 91 440 mètres le 17 juillet 1962.

En avril 1962, la NASA engage le X-15 dans un programme de recherche incluant des expériences scientifiques, en plus des expériences et mesures menées sur l'avion lui-même. En 1963-1964, le X-15 participe également à la mise au point des systèmes de reconnaissance destinés au Lockheed A-12 Oxcart. En fonction des besoins, différents capteurs supplémentaires sont ajoutés pour obtenir les mesures souhaitées : spectre de la lumière solaire, rayonnement ultraviolet, densité des micrométéorites, etc. À partir de février 1965, les nouveaux équipements de mesure du X-15A-2 sont utilisés pour les diverses expériences scientifiques prévues.
L'arrêt du programme est décidé en 1968, principalement à la suite de la perte du X-15 no 3 et à une ré-orientation des budgets de la NASA. Le dernier vol d'un X-15 a lieu le 24 octobre 1968.

## Accidents

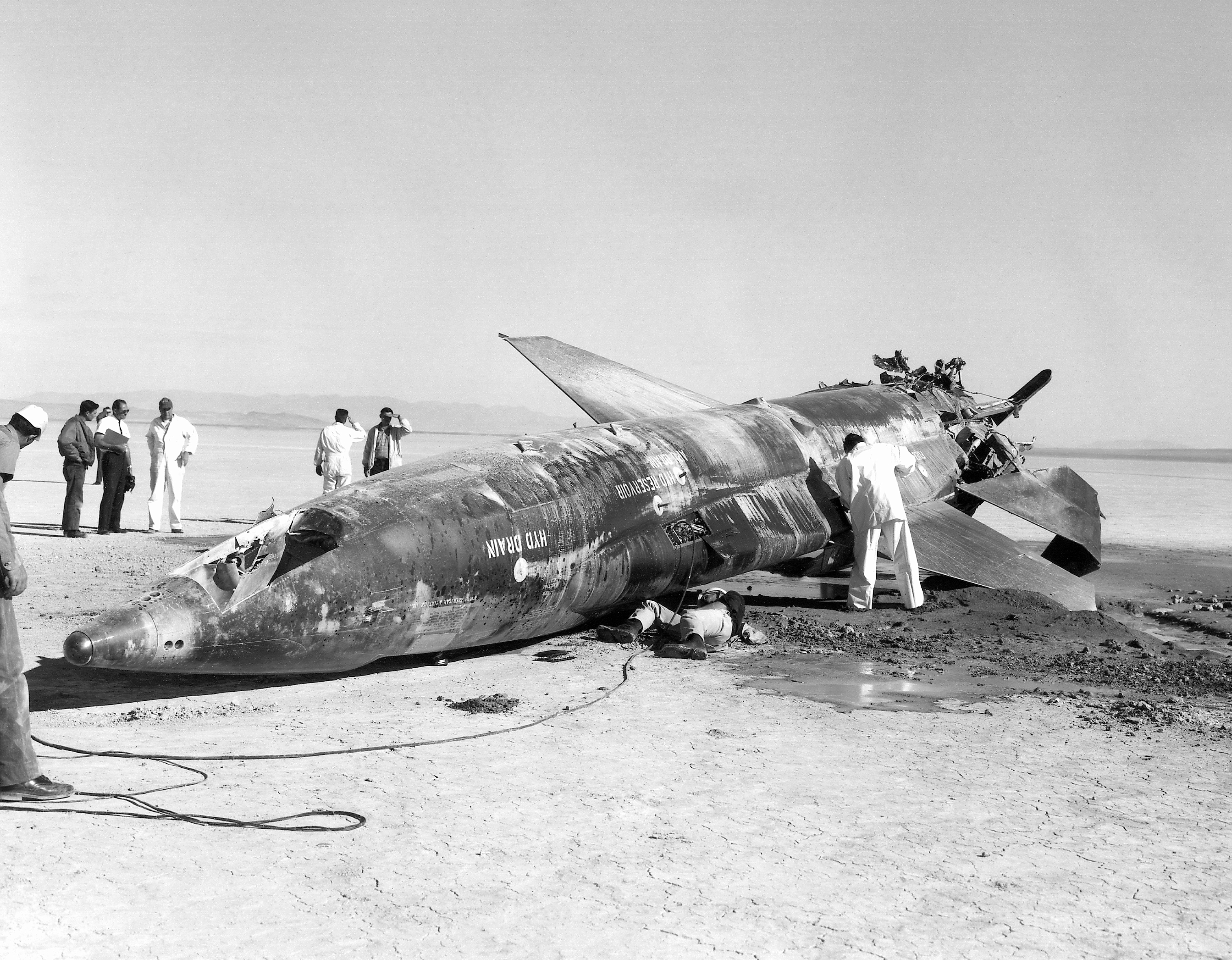
Le X-15 no 2 après son atterrissage d'urgence le 9 novembre 1962.

Le 5 novembre 1959, le X-15 no 2 se plie soudainement en deux lors de l'atterrissage, par suite d'un touché un peu brutal dû à une masse plus importante que prévu. Le pilote s'en sort sain et sauf. Le vol avait été interrompu à cause d'un incendie sur l'un des deux moteurs XLR11.

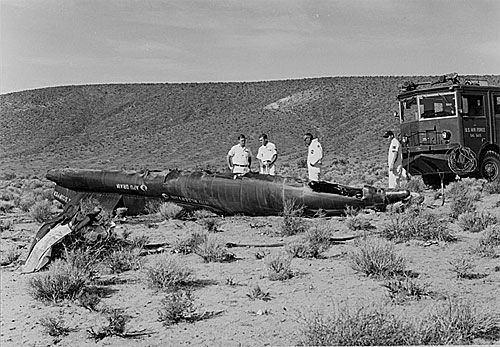
Des pompiers surveillent l'épave
du X-15 de Michael J. Adams,
le 15 novembre 1967.

Le 8 juin 1960, un essai au sol du moteur XLR99 définitif se termine par la destruction de tout l'arrière du X-15 no 3 à cause d'une explosion. Le pilote Albert Scott Crossfield s'en sort indemne.
Le 9 novembre 1962, le X-15 no 2 est très sérieusement endommagé et son pilote John B. McKay gravement blessé lors d'un atterrissage : par suite d'une défaillance des gouvernes, l'avion touche le sol beaucoup trop vite (à 480 km/h) et le patin gauche plie sous le choc. Le X-15 fait alors un tonneau avant de retomber sur le dos.
Le 15 novembre 1967, le X-15 no 3, devenu incontrôlable, est soumis à de trop forts facteurs de charge lors de la descente et se désintègre en vol. Le pilote, Michael J. Adams, est tué.

## Pilotes
Les pilotes de X-15 reçoivent de nombreuses médailles et distinctions pour leur travail et les résultats obtenus. Huit d'entre eux dépassent l'altitude de 80 km et gagnent ainsi le titre d'astronaute selon les critères de l'USAF.
| Pilote                | Organisation            | Nombre de vols | Vol spatial USAF | Vol spatial FAI | Mach maxi | Vitesse maxi (km/h) | Altitude maxi (km) |
| --------------------- | ----------------------- | -------------- | ---------------- | --------------- | --------- | ------------------- | ------------------ |
| Michael Adams         | US Air Force            | 7              | 1                | 0               | 5,59      | 6 150,9             | 90,0               |
| Neil Armstrong        | NASA                    | 7              | 0                | 0               | 5,74      | 6 419,7             | 63,1               |
| Scott Crossfield      | North American Aviation | 14             | 0                | 0               | 2,97      | 3 152,7             | 24,6               |
| Bill Dana             | NASA                    | 16             | 2                | 0               | 5,53      | 6 271,6             | 93,5               |
| Joseph H. Engle       | US Air Force            | 16             | 3                | 0               | 5,71      | 6 255,5             | 85,5               |
| Pete Knight           | US Air Force            | 16             | 1                | 0               | 6,70      | 7 272,6             | 85,5               |
| John B. McKay         | NASA                    | 29             | 1                | 0               | 5,65      | 6 216,9             | 90,0               |
| Forrest S. Petersen   | U.S. Navy               | 5              | 0                | 0               | 5,3       | 5 793,6             | 30,9               |
| Robert A. Rushworth   | US Air Force            | 34             | 1                | 0               | 5,75      | 6 464,7             | 86,7               |
| Milt Thompson         | NASA                    | 14             | 0                | 0               | 5,48      | 5 991,6             | 65,2               |
| Joe Walker            | US Air Force            | 25             | 3                | 2               | 5,92      | 6 604,7             | 107,8              |
| Robert Michael White¹ | US Air Force            | 16             | 1                | 0               | 6,04      | 6 585,4             | 95,9               |

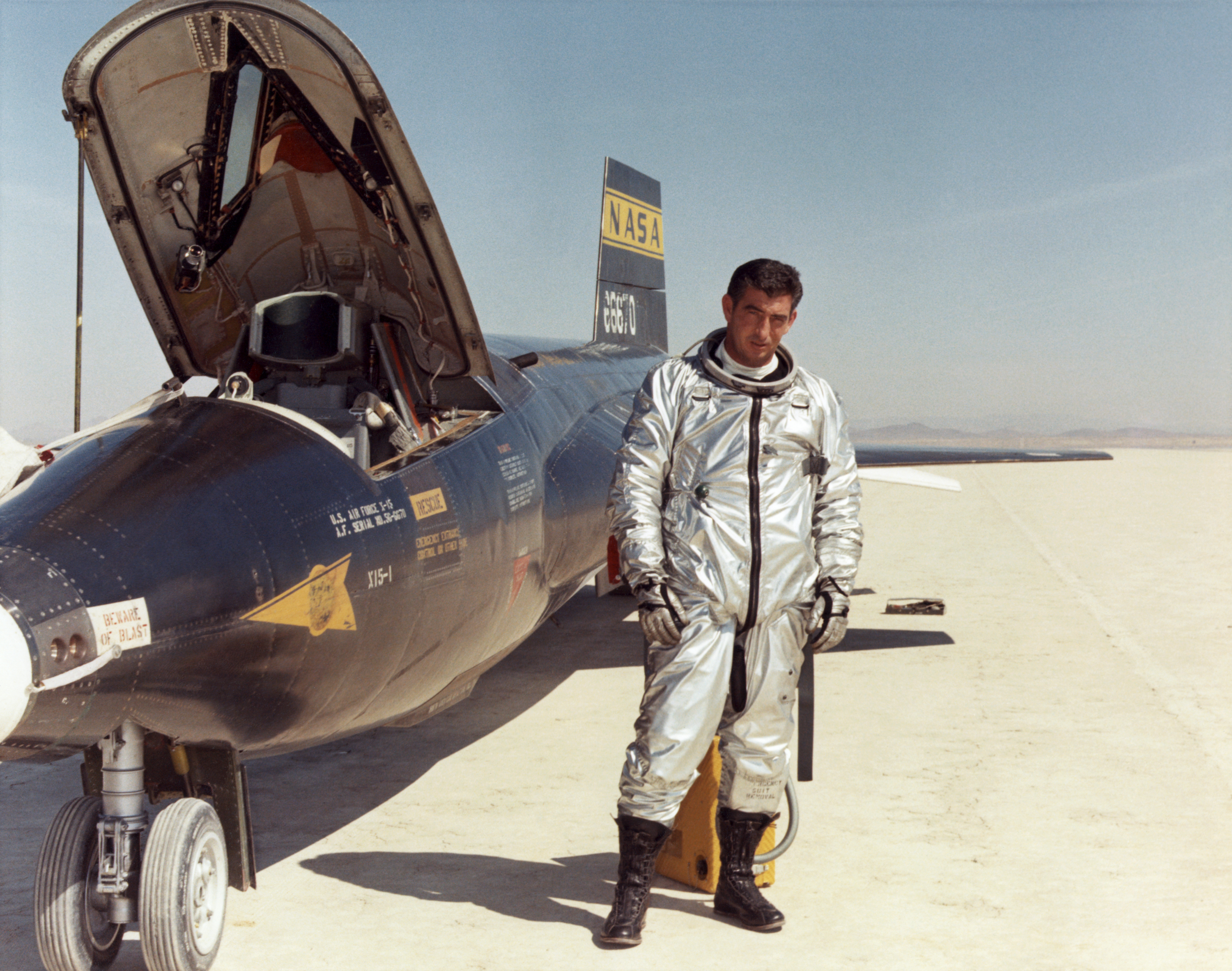
Michael Adams devant le X-15 no 1 en mars 1967.

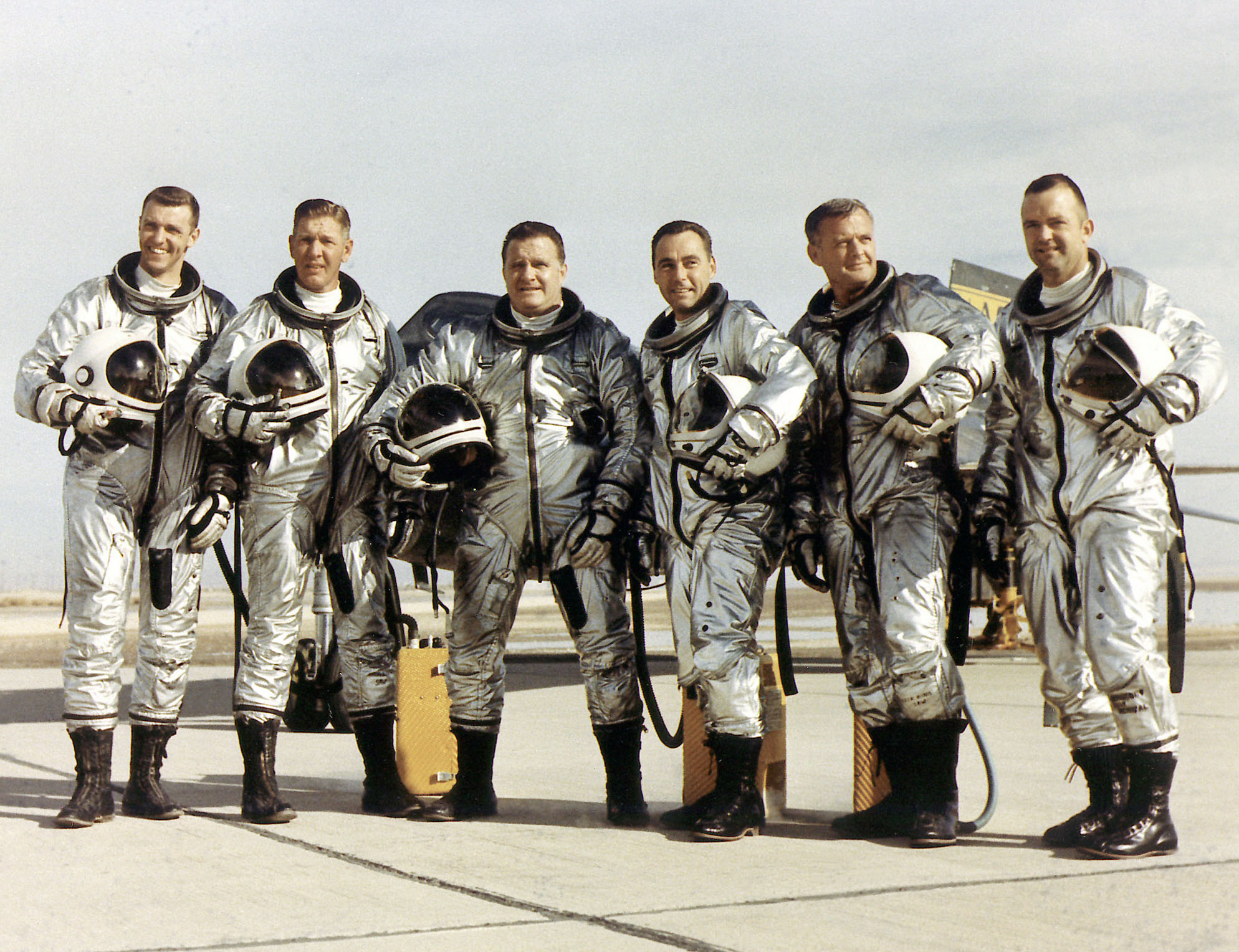
Pilotes de X-15 en décembre 1965, de gauche à droite: Joe Engle, "Bob" Rushworth, John McKay, "Pete" Knight, "Milt" Thompson, et "Bill" Dana.

¹White était le remplaçant du Capt. Iven Kincheloe.
La limite officielle internationale de l'espace étant fixée à la ligne de Kármán, soit à l'altitude de 100 km, ce titre d'astronaute n'est en fait reconnu que par l'US Air Force, sauf pour Joseph Albert Walker, qui l'a dépassée à deux reprises.

## Vols records

### Record d'altitude
| Vol      | Date              | Vitesse maxi | Altitude | Pilote           |
| -------- | ----------------- | ------------ | -------- | ---------------- |
| Vol 62   | 17 juillet 1962   | 6 165 km/h   | 95,9 km  | Robert M. White  |
| Vol 77   | 17 janvier 1963   | 5 918 km/h   | 82,7 km  | Joe Walker       |
| Vol 87   | 27 juin 1963      | 5 512 km/h   | 86,7 km  | Robert Rushworth |
| Vol 90¹  | 19 juillet 1963   | 5 971 km/h   | 105,9 km | Joe Walker       |
| Vol 91¹  | 22 août 1963      | 6 106 km/h   | 107,8 km | Joe Walker       |
| Vol 138  | 29 juin 1965      | 5 522 km/h   | 85,5 km  | Joseph H. Engle  |
| Vol 143  | 10 août 1965      | 5 712 km/h   | 82,6 km  | Joseph H. Engle  |
| Vol 150  | 28 septembre 1965 | 6 004 km/h   | 90,0 km  | John B. McKay    |
| Vol 153  | 14 octobre 1965   | 5 720 km/h   | 81,1 km  | Joseph H. Engle  |
| Vol 174  | 1er novembre 1966 | 6 035 km/h   | 93,5 km  | Bill Dana        |
| Vol 190  | 17 octobre 1967   | 6 206 km/h   | 85,5 km  | Pete Knight      |
| Vol 191² | 15 novembre 1967  | 5 744 km/h   | 81,0 km  | Michael J. Adams |
| Vol 197  | 21 août 1968      | 5 541 km/h   | 81,4 km  | Bill Dana        |

¹Vol spatial ; ²Vol mortel.

### Record de vitesse
| Vol     | Date             | Vitesse maxi | Altitude | Pilote           |
| ------- | ---------------- | ------------ | -------- | ---------------- |
| Vol 45  | 9 novembre 1961  | 6 585 km/h   | 30,9 km  | Robert M. White  |
| Vol 59  | 27 juin 1962     | 6 605 km/h   | 37,7 km  | Joe Walker       |
| Vol 64  | 26 juillet 1962  | 6 420 km/h   | 30,1 km  | Neil Armstrong   |
| Vol 86  | 25 juin 1963     | 6 293 km/h   | 34,9 km  | Joe Walker       |
| Vol 89  | 18 juillet 1963  | 6 317 km/h   | 31,9 km  | Robert Rushworth |
| Vol 97  | 5 décembre 1963  | 6 465 km/h   | 30,7 km  | Robert Rushworth |
| Vol 105 | 29 avril 1964    | 6 284 km/h   | 30,9 km  | Robert Rushworth |
| Vol 137 | 22 juin 1965     | 6 338 km/h   | 47,5 km  | John B. McKay    |
| Vol 175 | 18 novembre 1966 | 6 840 km/h   | 30,1 km  | Pete Knight      |
| Vol 188 | 3 octobre 1967   | 7 273 km/h   | 58,4 km  | Pete Knight      |

## Autres caractéristiques

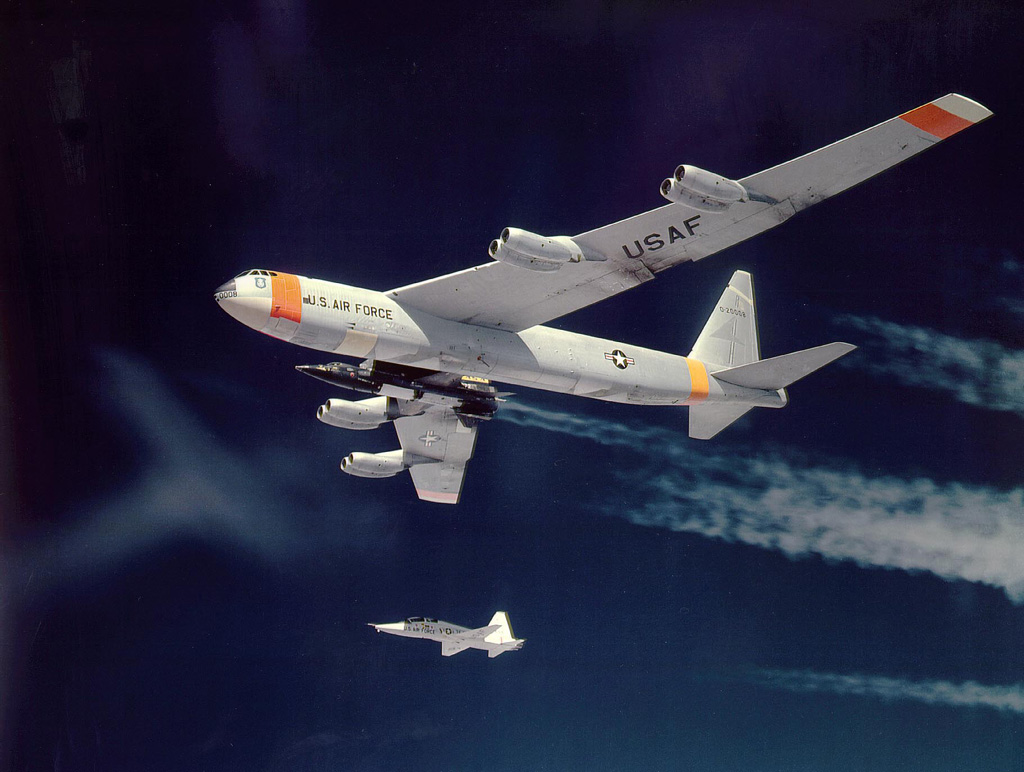
Le X-15 attaché à son avion-mère, le NB-52B (52-0008), avec un T-38 d'escorte, en 1961

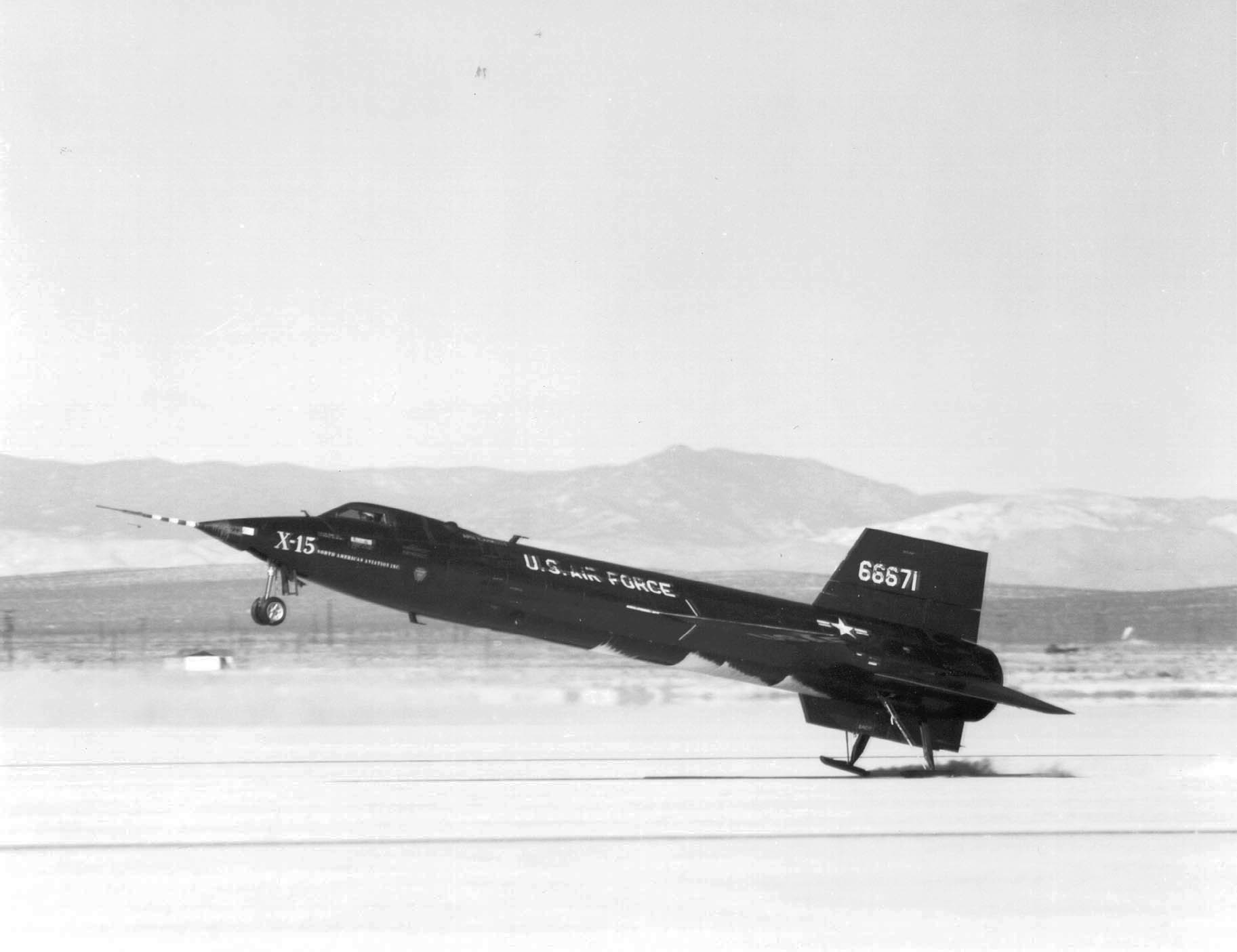
Atterrissage du X-15 no 2.

Incapable de décoller par ses propres moyens, le X-15 est accroché sous l'aile d'un Boeing B-52 Stratofortress puis largué à plus de 15 000 mètres d'altitude (45 000 pieds). Le moteur fusée est alors allumé pour propulser l'avion vers la haute atmosphère, puis le X-15 suit une trajectoire balistique avant de redescendre en vol libre comme un planeur.
L'avion atterrit sur deux patins escamotables à l'arrière et une roulette à l'avant. Au préalable, la partie inférieure de la dérive ventrale doit être éjectée car elle est trop grande par rapport à la garde au sol du X-15.
Le X-15 est construit avec divers alliages spéciaux, dont l'Inconel, capable de supporter des températures de 800 °C.
La majeure partie du fuselage contient un réservoir de 3 914 litres d'oxygène liquide (comburant) et un autre de 5 470 litres d'éthanol ou d'ammoniac (carburant).
À très haute altitude, le contrôle directionnel n'est plus assuré par des gouvernes classiques, mais par douze petites fusées au peroxyde d'hydrogène placées dans le nez et en bout d'ailes.
Le X-15 est truffé d'instruments de mesure destinés à collecter des données pendant les vols : température, pression, facteurs de charge, paramètres de vol, paramètres physiologiques du pilote, etc.
Le siège éjectable peut être utilisé jusqu'à la vitesse de Mach 4 et l'altitude de 36 600 mètres.
Les deux exemplaires restants du X-15 sont aujourd'hui exposés :
- au National Air and Space Museum de Washington ;
- au musée national de l'Air Force de Wright-Patterson AFB, près de Dayton, Ohio.

## Culture populaire
Le premier film de Richard Donner, célèbre notamment pour sa série de films L'Arme fatale, est X-15 (1961). Il est basé sur les pilotes d'essais du programme.
Après avoir assisté à un vol de Neil Armstrong à bord du X-15, Jean-Michel Charlier, scénariste de la bande dessinée Buck Danny, est si impressionné qu'il décide de faire participer son héros aux vols d'essai du X-15. Cette aventure est publiée dans Le Journal de Spirou de 1963 à 1964, puis parait dans le 31e tome de la série intitulée X-15. Il y est fait mention de l'accident de John B. McKay : Bob Light, un des anciens pilotes d'essai, s'est brisé la jambe à la suite de la destruction à l'atterrissage de l'un des patins du X-15.
Le film First Man : Le Premier Homme sur la Lune de 2018 débute avec le vol de Neil Armstrong à bord du X-15 le 20 avril 1962, vol durant lequel un incident se produit.